# 定胡郡
定胡郡，中国南北朝时设置的郡。
北周大象元年（579年）置定胡郡，隶属于石州，治所在定胡县（今山西省柳林县西北孟门镇），下辖定胡县一县。辖境相当今山西柳林县一带，设有关官。隋文帝开皇三年（583年）废除定胡郡，定胡县直属石州。